# Ehrenfried Patzel
Ehrenfried Patzel (2 de desembre de 1914 - 8 de març de 2004) fou un futbolista txecoslovac d'origen alemany.
Va disputar quatre partits amb l'equip txecoslovac, participant a la Copa del Món de 1934.